# La mia discreta compagnia
La mia discreta compagnia è il terzo album della cantautrice pop rock italiana Laura Bono, pubblicato il 18 maggio 2010 dall'etichetta discografica Edel.
Il disco è stato interamente scritto da Laura Bono insieme a Mario Natale, che ne ha curato anche la produzione. È stato anticipato dal singolo radiofonico Tra noi l'immensità, scelto anche come colonna sonora di uno spot televisivo che lo ha reso noto.

## Tracce
Testi e musiche di Laura Bono e Mario Natale.
1. La mia discreta compagnia – 4:05
2. Meglio della coppa dei campioni – 3:38
3. Tra noi l'immensità – 4:16
4. Ho perso – 4:05
5. Tienimi da conto – 4:10
6. Mi metto via – 3:35
7. Cinture di pelle – 4:10
8. Un bacio per sempre – 4:46
9. Tutto qui – 4:04
10. Viva – 4:11

Durata totale: 41:00

## Formazione
- Laura Bono – voce
- Guido Genovesi – chitarra
- Mario Natale – tastiera, programmazione
- Paola Caridi – batteria
- Stefano Brandoni – chitarra
- Francesco Corvino – batteria
- Max Zaccaro – basso
- Carlo De Bei – chitarra
- Diego Corradin – batteria
- Fabrizio Leo – chitarra
- Roberto Gualdi – batteria
- Nicolini Gospel – cori